# Cris Cab
Cris Cab, właśc. Cristian Cabrerizo (ur. 21 stycznia 1993 w Miami) – amerykański wokalista i muzyk grający muzykę pop, reggae i soul.

## Życiorys
Urodził się w Miami jako syn Kubańczyków. Wakacje spędzał na Bahamach, gdzie poszerzał swoją wiedzę o muzyce i kształtował gust muzyczny, słuchając płyt artystów, takich jak The Police, The Beatles, The Rolling Stones, Bob Marley, Jimmy Cliff i Gregory Isaacs. W wieku pięciu lat otrzymał od rodziców gitarę, po czym wziął udział w szkolnym konkursie talentów, na którym wraz z kolegami wykonał motyw przewodni z serii filmów o Jamesie Bondzie.
W wieku 14 lat ojciec wykupił mu pierwszą sesję w studiu nagraniowym. Jego demo utworów usłyszał Pharrell Williams, który zaproponował mu spotkanie i został jego mentorem. Producent zachęcił go do ciągłej pracy oraz do pisania kolejnych utworów. W tym czasie występował jako gość muzyczny przed koncertami muzyków, takich jak T-Pain, Matisyahu, Rebelution, Gym Class Heroes czy Of a Revolution. W 2011 podpisał kontrakt płytowy z wytwórnią CMG 26 Records, która wydała jego debiutancki mini-album pt. Foreword. Podczas trasy koncertowej w Nowym Jorku wystąpił jako support Wyclef Jeana, który został później jego drugim mentorem oraz nagrał z nim utwór „She's So Fly”.
W lutym 2012 opublikował swój pierwszy mixtape pt. Echo Boom, na którym gościnnie wystąpili: Melanie Fiona, Shaggy, Marc Roberge i Pharrell Williams, który został także współproducentem nagrań, wraz Wyclef Jeanem, PJ McGinnisem, Supa Dupes i 88 Keys. Na płycie znalazł się m.in. singiel „Good Girls (Don't Grow on Trees)” b(ędący nową wersją piosenki „Good Girls” z Foreword), na który sekcje rapowe nagrał Big Sean. W lipcu nagrał w Grand Central w Miami materiał na swój pierwszy album koncertowy pt Cris Cab – Live... In the Moment, a w październiku wydał minialbum pt. Rise. W kwietniu 2013 wydał mixtape pt. Red Road, na którym gościnnie pojawili się Wyclef Jean, Mike Posner i zespół The Green.
We wrześniu 2013 opublikował utwór „Liar Liar”, będący drugim – po „Good Girls (Don't Grow on Trees)” – singlem zapowiadającym jego debiutancki album studyjny. Piosenka, wydana pod szyldem wytwórni Island Def Jam Records, dotarła do czołowej wielu europejskich list przebojów, m.in. w Austrii, Holandii, Polsce (zestawienie airplay), Szwajcarii, we Francji, Włoszech oraz na Węgrzech. Piosenka trafiła także na 60. miejsce kanadyjskiej listy Canadian Hot 100 oraz na 34. miejsce ogólnoświatowej listy najczęściej kupowanych utworów na iTunes. W kwietniu 2014 Cab wydał album pt. Where I Belong, a trzecim singlem z płyty została piosenka „Loves Me Not”. Pochodzący z albumu utwór „Paradise (On Earth)” trafił za to na ścieżkę dźwiękową gry wideo NBA 2K14. W maju, razem z Jessie Ware i Ellą Eyre, wystąpił jako gość zagraniczny w finale czwartej polskiej edycji programu X Factor; zaśpiewał singiel „Liar Liar” oraz wystąpił w duecie z finalistką, Martą Bijan.

## Dyskografia

### Albumy studyjne
| Rok  | Tytuł                                                                    | Pozycja na liście | Pozycja na liście | Pozycja na liście | Pozycja na liście | Pozycja na liście |
| Rok  | Tytuł                                                                    | BEL (Fl)          | BEL (Wal)         | FRA               | HOL               | SWI               |
| ---- | ------------------------------------------------------------------------ | ----------------- | ----------------- | ----------------- | ----------------- | ----------------- |
| 2014 | Where I Belong - Data: 4 kwietnia 2014 - Wydawca: Island Def Jam Records | 72                | 120               | 54                | 77                | 26                |

### Minialbumy (EP)
- Foreword (2011)
- Rise (2012)
- Red Road (2013)

### Mixtape'y
- Echo Boom (2012)

### Single
- 2011 – „Good Girls”
- 2012 – „Face to Face”
- 2012 – „Echo Boom” (z Pharrellem Williamsem)
- 2012 – „She's So Fly” (z Wyclef Jeanem)
- 2012 – „Good Girls (Don't Grow on Trees)” (z Big Seanem)
- 2012 – „White Lingerie”
- 2013 – „When We Were Young”
- 2013 – „Another Love” (z Wyclef Jeanem)
- 2013 – „Colors” (z Mikiem Posnerem)
- 2013 – „Paradise (On Earth)”
- 2013 – „Liar Liar”
- 2014 – „Loves Me Not”